# Kamyszy (obwód wołgogradzki)
Kamyszy (ros. Камыши) – chutor w Rosji, w obwodzie wołgogradzkim, w rejonie kałaczowskim. W 2010 liczył 397 mieszkańców.